# Iopsidaspis
Iopsidaspis är ett släkte av skalbaggar. Iopsidaspis ingår i familjen vivlar.
Kladogram enligt Catalogue of Life:
| Iopsidaspis | \| \| Iopsidaspis truncatula \| \| \| \| |
|             | \| \| Iopsidaspis truncatula \| \| \| \| |
|             | Iopsidaspis truncatula                   |
|             |                                          |